# Камбејски залив
Камбејски залив (раније познат као залив Камбеј)  је залив који се налази на улазу у Арапско море, дуж западне обале индијске државе Гуџарат. Дугачак је око 130 километара[1] и дели полуострво Kатхиавар на западу од источног дела државе Гуџарат.
Неке од већих река које утичу у ова залив су: Нармада, Тапти, Махи и Сабармати.
Постоје планови за изградњу 30 километара дуге бране преко залива .